# Bill Ricchini
Bill Ricchini est un auteur-compositeur-interprète américain, né le 22 janvier 1974 à Philadelphie.
Après quelques albums constitués de quelques pistes, distribués seulement à ses amis, Bill Ricchini enregistre Ordinary time en 2001 dans son appartement de Philadelphie avec pour seul matériel sa guitare et un logiciel de musique. L'album connaît un succès d'estime, notamment en Europe, et le chanteur signe avec la maison de disques Megaforce/Transdreamer Records. L'album est réenregistré et bénéficiera d'une sortie plus importante. Les Inrockuptibles, qui souligneront l'influence d'Elliott Smith dans sa musique, lui consacreront un article élogieux : « C'est (...) d'un ton badin que Bill Ricchini dialogue avec sa mélancolie, qu'il allonge près de lui, en amie sûre, sur un lit de cordes fines, de trompettes chatoyantes et de pop tremblée ». Son titre le plus célèbre, A cold wind will blow through your door, a été utilisé dans la série Grey's Anatomy.

## Discographie
- Tonight I burn brightly (2005, Transdreamer Records)
- Deathray/Bill Ricchini (2002, Trackstar Records)
- Ordinary time (2001, Red Square/Limonade)

### Liens officiels
- (en) Site officiel de Bill Ricchini